# Macauley Chrisantus
Macauley Chrisantus est un footballeur nigérian né le 20 août 1990 à Abuja (Nigéria). 
Il joue actuellement au poste d'attaquant dans le club du AEK Athènes.

## Biographie
En été 2016, Chrisantus est recruté par le CF Reus Deportiu qui vient d'être promu en deuxième division espagnole.